# Дом Трубецких в Петровском переулке
Дом А. С. Трубецко́й-Бове́ — памятник архитектуры, расположенный в городе Москве.

## История
Сведений о том, кто был первым владельцем здания, не сохранилось. В XVII веке были возведены каменные палаты с резными наличниками и кирпичными сводами. Предположительно, их первым хозяином был патриарх Адриан, но и нельзя исключить, что усадьба принадлежала Нарышкиным.
В начале XVIII века владельцем постройки был стольник Дмитрий Протасьев. В 1731 году владение перешло к князю Алексею Юрьевичу Трубецкому. Его потомки были хозяевами усадьбы на протяжении целого века. При них произошла первая реконструкция здания: он был обращён к существовавшему тогда Трубецкому переулку.
Спустя 5 лет после гибели в 1813 году А. И. Трубецкого, его вдова вышла замуж за знаменитого московского зодчего О. И. Бове. На соседнем участке начинается строительство двухэтажного дома, а старинная усадьба переходит во владение к ротмистру Л. К. Черепову. Он сдавал помещение генералу М. А. Дмитриеву-Мамонову.
В 1840-е годы особняк был продан купцу П. В. Голубкову.
В 1855 году владельцами усадьбы стали знаменитые благотворители — супруги Спиридоновы. При них особняк вновь реконструируется. В таком виде усадьба сохранилась до наших дней.
После Октябрьской революции в здании располагался Всероссийский комитет помощи больным и раненым красноармейцам (Всерокомпом). В части усадьбы находились квартиры. В одной из них жила оперная певица Вера Давыдова, микробиолог Г. Ф. Гаузе
В конце XX века архитектурная постройка была отреставрирована, восстановлен архитектурный декор в стиле московского барокко.
В настоящее время в здании усадьбы располагается Российское военно-историческое общество.
Усадьба является объектом культурного наследия.